# Menjagrà modest
El menjagrà modest (Catamenia inornata) és un ocell de la família dels tràupids (Thraupidae).

## Hàbitat i distribució
Habita vessants amb matolls als Andes, des del sud i est de Colòmbia i sud-oest de Veneçuela, cap al sud, a través de l'Equador, Perú i centre i oest de Bolívia fins al nord-oest de l'Argentina.